# درع المجتمع الإنجليزي 2018
درع الاتحاد الإنجليزي 2018 (بالإنجليزية: 2018 FA Community Shield)‏ هو الموسم 96 من  درع الاتحاد الإنجليزي. أقيم بتاريخ 5 أغسطس 2018، والذي يشرف على تنظيمه الاتحاد الإنجليزي لكرة القدم، وكان عدد الأندية المشاركة فيه  2، وفاز فيه مانشستر سيتي.